# سارق الكحل (كتاب)
هي مجموعة قصصية للمؤلف يحيى حقي تحتوى على 4 قصص هي «كـأن» و «سارق الكحل» و «امرأة مسكينة» و «الفراش الشاغر»

## كأن
هي أول قصة قصيرة في المجموعة القصصية. يحيط بهذه القصة الغموض والغرابة؛ حيث يشعر القارئ في البداية بأنه تائه بين سطور هذه القصة الغريبة. قسّم يحيي حقي قصة «كأن» إلى خمسة أفكار أو مشاهد، التي قد تبدو للقارئ غير مترابطة في البداية، وتزيد لديه الإحساس بالضياع في أحداث القصة إلا أن الخمسة مشاهد يمهد أحدها إلى الآخر ويصنعون سويًا صورة متكاملة. يرجع سبب تسمية القصة «كأن» لكثرة التشبيهات بها وللهروب من الحاضر والغوص في تفاصيل الماضي والعديد من المواقف المتخيلة بنفس الراوي.

### نبذة
تبدأ القصة بوصف كيف أن الراوي ساقه قدر غريب إلى الاهتمام بقضية مجرم ما، ولا تفصح القصة عن ماهية جريمته إلا قرابة النهاية. يتبع الراوي حدسه ويذهب إلى محاكمة هذا المجرم الذي لا يعرفه ولكن شيئا غريبا ربط بينهما، ووصف الكاتب هذا الرابط ب«الحبل» الذي يشده ليلتحم مع هذا المجرم ويشاركه ماضيه وما بقي من مستقبله. من هذه النقطة تأخذ القصة منحنًا آخر؛ حيث يتوحد الراوي والمجرم فيكشف لنا الراوي أغوار شخصية المجرم وأحاسيسه الدفينة. فالبداية يوضح مشاعره وهو يدرك اقتراب النهاية ثم ماضيه بدءً من طفولته ومشاعره المتخبطة آن ذاك، إلى صباه ونشأته غير السوية، انتهاء بارتكاب جريمته الأولى.كما يقدم يحيي حقي وصفًا دقيقا لمكان الحدث والأزياء وملامح الشخصيات الجسدية والنفسية على حد سواء.

### المحتوى الفكري
رغم غرابة القصة إلا أن الكاتب نجح في التطرق إلى العديد من قضايا المجتمع آن ذاك، والتي لا يزال يعاني المجتمع من بعضها حتى الآن. لم يقم يحيي حقي بعرض القضايا بوضوع وكأنه يكتب مقالة، بل عن طريق براعته الأدبية فالمزج يبن الفن القصصي والمحتوى الفكري. فقد وظف أحداث القصة لتعكس قضايا المجتمع وعاداته.فحين وصف نشأة المجرم في حي «زينهم» وصف الكاتب الحي كمكان وعادات سكانه من النساء والرجال والأطفال، كما وصف الألعاب التي يلعبها الأطفال فالحي - عسكر وحرامية - وفي هذا الصدد وضح أن المجرم كان يفضل لعب دور «الحرامي» حيث اعتاد ان يرى الحرامية يكدون من أجل العيش بينما حياة الشرطة سهلة. ولعل يحيي حقي حاول هنا عكس فساد المجتمع في تذليل الحياة أمام ظباط الشرطة بصورة خارجة عن المعتاد مقارنة بغيرهم من الوظائف. كما نوه الكاتب إلى أهمية هذه النشأة في هذا المكان بعاداته وتقاليده فالتأثير على شخصية المجرم ومعتقداته، فقد أصبح خشنًا يستلذ بسماع أقذع الألفاظ، بل وأصبح يملك صورة مشوهة في عقله عن النساء؛ فعلى عكس الإيمان بأن المرأة مصدر للحنان والرحمة مصبوغة بالرقة والدلال، اقترنت صورة المرأة عنده مع صورة نساء حي «زينهم» بخشونتهن وصلابتهن والقسوة والشجاعة. لم يقف تأثير حي «زينهم» عند هذا الحد، بل ساهم في تشكيل ميول جنسية غير سوية عنده. عبر يحيي حقي عن هذه الفكرة عندما وضح أن الجنس اقترن عنده مع القسوة والقبض على العنق بشدة.
عكس يحيي حقي بعدًا آخر من أبعاد المجتمعات الفقيرة كحي «زينهم» وهو الأسرة. وضح خلل النظام الأسري من عنف الأب مع أخي المجرم الأكبر ثم رفقه معه، ومبالغة أمه فدلاله وإهمالها أخيه. ثم ليقر بشاعة التفرقة بين الأبناء عكس يحيي حقي مشاعر حقد الأخ الأكبر على المجرم، تلك المشاعر التي أطلق الأخ لها العنان بعد موت الأب بضرب المجرم وهو لا يزال صبيًا وإخراجه من المدرسة وهو يفصله عام واحد عن حصوله على الشهادة الابتدائية، عدد يحيي حقي مشاهد الاضطهاد ولعل أهمها كان مشهد سحب المجرم عاريا من قبل أخيه والذهاب به إلى قسم الشرطة. خلال هذا الجزء اهتم يحيي حقي بتصوير التشويه النفسي الواقع بسبب تلك الممارسات شديدة القسوة تجاه الصبي، مما جعل تحول الطفل الوديع إلى وحش مشوه النفس ذو جزء مظلم من شخصيته ك «التل» بحي «زينهم».
ولعل يحيي حقي استخدم هذا الحي وهذه الأسرة لكي يشير إلى كل الأحياء الفقيرة والعشوائيات وكيف يكبر الأشخاص هناك بطبيعة مغايرة لما ينبغي أن يكونوا عليه. فالنساء قاسيات وقدوة الأطفال الحرامية والأباء قساة وكذلك الأمهات. رسم يحيي حقي صورة مخيفة للقارئ المثقف الذي لم يعش حياة تقارب لتلك الحياة على الإطلاق، ولعله في ذلك أراد أن ينهض أحد الساسة أو المثقفون ليهتم بمنع صناعة مجرم في حي «زينهم» آخر أو في كهف ب «التل» جديد، بدلاً من إعدام المجرم وترك العشرات يكبرون.

### اللغة والأسلوب الأدبي
بالإضافة إلى المحتوى الفكري القيم، قدم يحيي حقي قدرًا عاليا من التمكن الأدبي من حيث اللغة وتطور الأحداث. خلال القراءة يصتدم القارئ بالصور البيانية الغريبة والتي إستوحاها الكاتب من البيئة الفقيرة، تلك الصور التي عززت إحساس القارئ بالغرق في غياهب قصة غامضة، كما أن الكاتب وظّف الألفاظ العامية ليعكس الحياة اليومية والعادات بل وأيضًا المشاعر الغريبة التي تعتمر في نفوس الشخصيات. أما مهارات يحيي حقي في تسلسل الأحداث فقد تجلت عند نهاية القصة، حيث كل لفظ وصورة وحدث كان كقطعة الأحجية التي يجمعها القارئ ليتشكل عنده فالنهاية صورة كاملة، غير أن الصورة كانت مظلمة وحزينة وتعكس واقع مخيف ومظلم لا يعرفه الكثيرون.

## سارق الكحل
سارق الكحل هي القصة الثانية فالمجموعة القصصية، وهي أيضًا القصة التي يحمل عنوان الكتاب أسمها.

### نبذة
تحكي القصة عن رجل يعيش وحيدًا في بيت من طابقين، والطابق الثاني لم يستأجره أحد نظرًا لارتفاع ثمن الإيجار، إلى أن يأتي «مصطفى» والذي يسنأجر الدور الثاني ليتزوج به، وبالفعل يحضر مصطفى عروسه «وجيهة» وسرعان ما يصبح الزوجان جزءًا من حياة راوي القصة. تعكس القصة تفاصيل روعة قصة الحب بين «مصطفى» و «وجيهة»، ثم تأخذ القصة منعطفًا آخر بعد موت «وجيهة» المفاجئ.

### المحتوى الفكري للقصة
بدأ يحيي حقي عرضه للقصة بوصف حياة الراوي الوحيد ومعاناته من بثور بيده اليسرى، الأمر الذي يبدو للقارئ غريبًا وغير مهم في أحداث القصة، ولكن الكاتب سيعيد الإشارة لهذا الأمر لاحقًا للنأكيد على أحد الأفكار التي يناقشها. لعل الفكرة الأكثر وضوحًا لمن يقرأ القصة هي فكرة الحب. فالكاتب يركز على ذكر تفاصيل علاقة «مصطفى» و «وجيهة» والتي تفضح عنف الحب بينهما. فعلى سبيل المثال يذكر الكاتب عمق النظرات بينهما في قوله «الأعمى يتبين أنهما واقعان في حب عنيف، إنه يكاد يأكلها بنظراته» وأيضًا في إيضاح كيف أن ما يسعده يسعدها، وما يشقيها يشقيه في قوله «فمن أجله وحده ابتسامتها. فإذا غاب غابت» ويطيل يحيي حقي وصف أمارات الحب على الزوجين. كيف تودعه وتستقبله، وكيف تعلو الابتسامة وجهه دائمًا بسبب حبه الشديد لها.فعندما ذكر «ويهبط مصطفى السلم يخبط الدرابزين يكاد يتعثر لأن وجهه ملتفت إلى فوق، وألمح وجهه من شراعة باب شقتي فأجده مضيئًا بسعادة مطمئنة». ثم يزيد وضوح الحب في قلب «مصطفى» بعد وفاة «وجيهة» فقد بكا بكاء مرير وصفه يحيي حقي بقوله «ليس هذا برجل يبكي امرأة. وأنما سمعت اللآذان لأول مرة بكاء بكاءالإنسان على قدر أخرجه مطرودًا من الجنة، وحرمه رؤية وجه ربه». فلقد حطمه الأمر وتوقف عن الأكل وظل يبكي عليها كلما ذُكر اسمها، كما أطلق لحيته. ولكن هذه الفكرة والتي قد تسيطر على القارئ طوال قرائته القصة إلى وصوله للنهاية، حيث تضح الفكرة الرئيسية التي أراد إيصالها يحيي حقي وهي النسيان. فلقد تزوج «مصطفى» مرة أخرى بل وعاد الراوي يصور كيف أن الحب بينهما واضح، فلقد أصاب قلب مصطفى الحب من جديد، بل وقد وصل به النسيان أن يتزوجها في نفس المنزل الذي شهد على قصة الحب بينه وبين «وجيهة». في هذه اللحظة يدرك القارئ سبب ذكر البثور فيد الراوي والتي شفي منها عندما نسيها، فالنسيان هو سنة الحياة والألام جميعها تزول بالنسيان.

### اللغة والألفاظ
لقد ساهم تمكن يحيي حقي اللغوي من إيضاح الفكرة في قصة سارق الكحل. قلقد أستخدم الألفاظ الموحية للدلالة على قوة الحب بين «مصطفى» و «وجيهة». كما أفاد من الصور البيانية للإيضاح والتأكيد. كما تلاعب بعنصر التكرار للتأكيد على أن الحياة تمضي والنسيان سنة. ففي بداية القصة يصوغ يحيي حقي على لسان «مصطفى» جملة «بذمتك أرأيت يا عم كم هي جميلة..زوجتي القطقوطة؟ كانت منيتي طوال حياتي أن أتزوج من شقراء.» ثم في نهاية القصة يعيد الجملة ولكن على زوجته الثانية، فيقول: «بذمتك أرأيت كم هي جميلة.. زوجتي القطقوطة؟ كانت منيتي طوال حياتي أن أتزوج من سمراء». وقد أستخدم التكرار على نطاق أوسع، فكرر المشاهد والتصروفات التي كانت بين «مصطفى» و «وجيهة» بين «مصطفى» وزوجته الجديدة مما جعل فكرة النسيان واضحة وجلية للقارئ.

## امرأة مسكينة
هي القصة الثالثة فالسلسة القصصية، جاء العنوان نكرة ليفيد العموم فالمرأة فالقصة ليست سوى واحدة ضمن كثيرات يعج بهن المجتمع.

### نبذة
تحكي القصة عن امرأة تسمى «فتحية» لم يذكر يحيي حقي عمرها ولكن أغلب الظن أنها في آواخر عقدها الثالث أو بداية الرابع. «فتحية» امرة متزوجة من رجل يدعى «فؤاد» والذي تبدأ القصة بذكر اصابته بوعكة صحية وإدخاله إالى المشفى. لدى «فتحية» طفلة صغيرة تدعى «آمال» وطفل رضيع يدعونه «ميمي». مع سير أحداث القصة يعلم القارئ أن «فؤاد» خان «فتحية» وكيف أنه نسي لها كل ما فعلته لأجله فالماضي، فلقد ساعدته «فتحية» على التخلص من قبة عائلته المتسلطة وجعلته يظفر بنصيبه من ميراث الأسرة بعد معانته وعدم حصوله لأي شيء فيما مضى. ثم تظهر القصة قوة شخصية فتحية التي لم تنتحب على زوجها المريض أو على نفسها بعد جيانته لها مع أخرى، بل على العكس أهتمت بصحته وتكفلت بأمور علاجه. تحولت «فتحية» من ربة بيت إلى امرأة عاملة ثم موظفة ناجحة، ولكن تنتهي القصة نهاية مفتوحة تاركة القارئ مبهور بقوة «فتحية» متسائلًا عما سيحدث معها بعد ذلك.

### الأفكار والقضايا
يستمر يحيي حقي في عرض نماذج من المجتمع امصري وخاصة الطبقة الفقيرة. تلك الطبقة الكادحة التي لا يعرف عنها المثقفون شيءًا إلا عن طريق الأدب والصحافة. «فتحية» هي شخصية أوجدها يحيي حقي ليصور ما تعانيه المرأة في مثل هذه المجتمعات. وقد أوضح يحيي حقي العديد من أوجه المعاناة للمرأة، فبدأ بذكر الحماة التي تضطهد زوجة الابن دون سبب واضح. ثم تعمق أكثر ليصور جحود «فؤاد» ونكرانه لجهود «فتحية» من أجله في بداية حياتهما ليصبح على ما هو عليه الآن ثم تعبها لاستمرار هذه الأسرة ورعاية أبنائه. كما تطرق ألى قضية هامة وهي كيف أن المرأة التي تقع بها الأزمات يجب أن تتصرف بقوة وحكمة كمت فعلت «فتحية»، فهي لم تستسلم أو تبكِ أما نوائب الدهر المتلاطمة، بل وقفت كالجبل أمام تلك الرياح العاتية من الأهوال لتعول أسرتها، بل وأيضًا لتتكفل بعلاج زوجها رغم خيانته لها. لم تختر «فتحية» الطريق السهل بالتقرب ة التودد للرجال للحصول على المال، بل على العكس اختارت أن تتعامل برقي وأن تتضع حدود للجميع. وضح يحيي حقي كيف أن كثير من النساء تضطر إلى العمل ونوه إلى ما يحل بأطفال تلك النساء المسكينات الاتي تدفعهن الحياة إلى إهمال أبنائهن لحرصهن على توفير النقود، وفي هذا الصدد أشار يحيي حقي كيف ينضج أطفال هؤلاء النساء بسرعة. فقد تحولت «أمال» الطفلة الصغيرة إلى أم لترعى أخاها الرضيع أثناء غياب والدتها وجدتها عند ذاهبهما إلى المشفى لزيارة والدها المريض. مع سير الأحداث وتطورها نلاحظ أن «فتحية» أو تلك المرأة المسكينة كما وصفها يحيي حقي فالعنوان أو على لسان شخصيات أخرى فالقصة تحولت إلى موظفة ناجحة بفضل قوتها وشجاعتها. فقد حصلت على الوظيفة بسبب شفقة مدير زوجها على حالها ثم ترقت فالمناصب بفضل كدها وتعبها.

### اللغة والألفاظ
لقد أجاد يحيي حقي وصف «فتحية» جسمانيًا ونفسيًا ليسهل للقارئ إدراك صورة المرأة الكادحة فالطبقات الفقيرة والكادحة. فمع أول ظهور ل«فتحية» أغدق يحيي حقي على القارئ بالوصف الدقيق. حتى أنه ذكر ترهلات جسدها إثر الإنجاب ليؤكد على ما تفتقر له المراة في هذه المحتمعات من رفاهية شد البطن أو الذهاب للنوادي، بل إن أقصى ما يتمتعون به من إمكانيات للاهتمام بشكل أجسادهن هو مشد بطن. كما أسترسل في وصف أجزاء المنزل المتهالكة وملابس «فتحية» البسيطة. ثم جاءت عبارة «المرأة المسكينة» والتي أستخدمها يحيي حقي فالعنوان وكذلك أثناء سرد القصة لكي يدل على المفارقة، فتلك المرأة - فتحية - والتي كان الجميع من المدير إلى بواب العمارة يرونها مسكينة، كانت ترى نفسها قوية وعلى قدر ما ابتليت به. فلو كانت حقصا مسكينة أو تركت نفسها لدور الضحية المسكينة لكانت ظلت مكانها بل وساء حال أسرتها أكثر. فعلى عكس العنوان، «فتحية» امرأة قوية.

## الفراش الشاغر
هي القصة الرابعة والأخيرة فالسلسة القصصية «سارق الكحل» للكاتب يحيي حقي.تتناول القصة أكثر من قضية وتحدث على مدار فترات متباعدة في حياة البطل. ولعل الانتقال من فكرة لأخرى ليس سلسلًا قالقارئ سيلاحظه بوضوح. يستمر الغموض المحيط بالكتاب ليغلف هذه القصة أيضا ببعض منه، فالقارئ قد تستغرق منه القصة الكثير من والوقت ليذهب خارج بعد السطور والكلمات والأحداث غير المترابطة ليدرك المغزى والأفكار ورائها.

### نبذة
قصة «الفراش الشاغر» تبدأ في مكان يدعى شارع الريحان، وفيه يتعرف القارئ على البيئة المحيطة التي نشأ فيها البطل ويتعرف على البطل في صغره، ثم تنتقل الأحداث إلى خارج منزل أبويه ولكن لم يذكر يحيي حقي الشارع أو القرية قفد ألقى الضوء على فكرة الانتقال والتغير الكبير فحياته.فوضح انتقاله من كلية التجارة إلى الأداب ثم انتهاءً بكلية الحقوق، كما ذكر في المرحلة الثانية من القصة بعد انتقال البطل من بيت أبويه زواجه من أرملة، ويطرح يحي حقي العديد من القضايا في مرحلة زواجه، ثم تأتي آخر مرحلة من تطور أحداث القصة عندما يعمل البطل مع حانوتي ويتعرف على عالم الموت والجثث، الأمر الذي يثير في نفسه العديد من التساؤلات.

### القضايا والأفكار
لعل ما يوحد كتاب «سارق الكحل» وقصصه الأربعة هو حدوثها في بيئة فقيرة ومعاناة أبطالها من تقلبات الدهر وتبعات العيش في مثل تلك البيئات. فمجددًا يرسم يحيي حقي بيئة فقيرة كخلفية للوحته الرابعة «الفراش الشاغر». فقد كان شارع الريحان شارع فقير يعيش أهله حياة بسيطة تفتقر إلى أبسط مسببات الحياة وضرورياتها. وقد أسهب يحيي حقي في وصف ذلك الشارع ليمعن في إيضاح فقر أهله. فقد كانت لافتات دكاكينه متهالكة يغطيها التراب، والحمير التي تجر عربات الكارو يحيط بها الشقاء والغم مثل شكان شارع الريحان، بل أوضح يحيي حقي كيف أن سكان هذا الشارع كان يتناولون طعامهم مهروسًا خليطًا من اللحوم والخضراوات، تعمق يحيي حقي في وصف معانات سكان شارع الريحان ليس فقط معاناتهم المادية، يل وأيضًا النفسية. فقد أوضح كيف أن نفوسهم ضاقت بالحياة وأصابهم أخطر أنواع امراض النفس وأذمها وهو البخل. فهم يبخلون على غيرهم، بل وعلى أنفسهم. ومن جلّ معاناتهم نفسوهم أقرب إلى الكفر منها إلى الإيمان. إتضح هذا في قول يحيي حقي: «إن الوضع متعب، والتعب أوسع أبواب الكفر». فقد فَقَدَ سكان شارع الريحان كل المعاني الروحية وأصبحوا يرون الحياة عبثية، فأصابهم داء البخل. فهم يبخلون خوفًا من ذهاب ما يملكون وهو قليل ثم لا يأتي غيره. فقد أصبح العيش عندهم عبثيا شبهه يحيي حقي ب: «خط أفقي أبيض مستقيم ترسمه نقط سود متشابهة ضاع لونها من شدة تلاحمها». تعمق يحيي حقي بعد ذلك في وصف القيم الأسرية. فمن جديد يعرض يحيي حقي إيمانه الشديد بدور الأسرة في تشكيل الفرد النابت بها وكونها بالفعل نواة المجتمع. فقد وضح كيف أن طريقة مناداة أفراد الأسرة لبعضهم البعض خارجة عن المعتاد، «فالزوج ينادي أمرأته بيا أمي وهي تناديه بيا أبتي ويناديان أبنهما الوحيد بيا أخانا، والابن ينادي أمه بيا عروستي» ، ثم يوضح العلاقة المتدهورة بين الابن وأبيه، فهو لا يناديه ويتحدث عنه بصيغة الغائب «هو»، بل وعندما تتلاقى نظراتهما صدفةً تكون نظراتهما متوجسة، إلا أنه وعلى سبيل الندرة يتبادلان الابتسامة أحيانا. ثم مع تطور الأحداث ينطرق يحيي حقي إلى قضيتين هامتين بالتزامن مع بعضهما. فقد عرض كيف ان البطل لم يكن يدرك ما يريده من الحياة، فلم يضع هدفًا أمامه مما أدى به إلى التنقل من كلية التجارة إلى الاداب إنتهاً بالحقوق غبر آبه بالسنوات التي قضاها في كلٍ منهم دون إستكمال ما بدأه. أما القضية الأخرى التي عرضها يحيي حقي التزامن مع ذلك هي عبثية مناهج التعليم فقد أوضح كيف أن كلية التجارة تضج بمليات الجمع والطرح دون تنويع ضروري لإتقان تجارة الأعمال، ثم انتقد كلية الأداب قائلًا «إذ وجد عيار عقله ولسانه قد انفلت وأخذ يشقشق بثرثرة فارغة» ولكن يحيي حقي لم ينتقد كلية الحقوق بل انتقد القانون نفسه، قائلاً «القاضي لا يحكم بعلمه حاشا وكلا، بل من الورق، فالورق أبين من الحقيقة، الصدق عنده كالكذب مرفوض إلا إذا دعمه دليل لم يجد من يكشف زيفه»  وفي هذا الصدد وضع خروج القانون عن شريعة الحياة وعدم شيرها وفقًا لقوانينها بل هو قوانين موضوعة، ولعل البطل الذي يجد الحياة عبثية سعد باكتشاف ما لا يسير وقفنصا لقوانينها وهو القانون. ثم جاءت المرحلة الثانية في حياة البطل، فقد قرر الزواج وفاجئ يحيي حقي قراءه باختيار البطل لأرملة مات زوجها مقتولا بسبب ثأر بعد أسبوعٍ فقط. ومجددًا أحب القارئ فعل شيء غريب متمرد على قوانين الطبيعة والتقاليد التي كان يراها عبثية بلا معنى. فقد «داس بقدميه في طريقه إليها كل التقاليد التي اخترعها الإنسان للظفر بزوجة»  ولعل سببه الثاني في هذا الزواج هو رغبته فإمتاع نفسه دون ان تنتظر منه تلك الأرملة شيءًا أو تطلب أمرًا، وهذا امتدادا لبخله. ولكن لم ينل ما تمانه فعصف هذا بزواجه. ولعل هنا يحيي حقي أشار إشارة ليست واضحة إلى بخل الرجل على زوجته بالسعادة والمتعة وانانيته فحياته مع زوجته، وإن كان الكاتب قد خص الأرملة إذ يشعر الزوج أنه تفضل عليها بما فيه الكفاية عندما تزوجها بعد موت زوجها، فلا يراعيها ولا يفكر بها وباحتياجاتها كإنسانة وزوجة. ثم جاءت المرحلة الثالثة في حياة البطل لتكون أغرب مرحلة مر بها في حياته، فقد تعرف على صبي الحانوتي الذي أخذه إلى تغسيل الجثث الأمر الذي أثار بداخله العديد من التساؤلات عن الحياة، وعن كان الجميع كالجثث فعلا ولكن يتحركون وهم موتى من داخلهم، وأخذ يتساءل عن نهايات الجثث المختلفة، وإن كان رحيلهم عن الدنيا شوقا لله أم ضيقًا بالدنيا.

### الصور والألفاظ
اعتمد يحيي حقي على الوصف الدقيق لتفاصيل البيئة لعكس الصورة كاملة وإيضاح أثر البيئة في تطور مصائر الشخصيات. ثم عمد يحيي حقي إلى وصف ملامح الشخصية الخارجية بدقة لعكس أغوار شخصيتهم، كما اعتمد يحيي حقي تقنية فنية مهمة بذكره في بداية القصة وصف دقيق للحانوتي ودكانه ليثير تساؤلات القارئ ثم تاتي نهاية القصة بإجابة لهذا التساؤل. كما عمد يحيي حقي إلا استخدام صور مميزة مثل «باذنجانة أجهضت بذر أمعائها متفسخة اهترأ لحمها» «يضاجعها الحياء» «سيارة مرهقة الروح والجسد». كما استخدم يحيي حقي الألفاظ العامية لعكس البيئة ولغة الأشخاص ولتقارب مع القارئ، ولكن لم يكن إستخداما مفرطًا؛ «مسكرة» «كارو».

## أراء القراء
تلقى كتاب يحيي حقي أراء متباينة؛ فالبعض وجده يفتقر إلى التشويق والإمتاع، ورأى البعض الآخر الغموض يحيط بالكتاب لدرجة تفوق المتوقع. ولكن من جهة أخرى لاقى الكتاب الإعجاب؛ حيث وجده البعض مرآة عكست الواقع المصري بدقة وتطرقت إلى العديد من قضاياه.

تحتوي المجموعة علي أربعة قصص قصيرة:
1 - كأن: اسم على مسمى تماما! يبدو أن الكاتب قرر فجأة أن يدخل موسوعة الأرقام القياسية في أكبر عدد من التشبيهات في قصة قصيرة واحدة.. كل جملة لا تخلو من تشبيه.. مع مرور الكلمات تشعر أن التشبيهات قد أصبحت مقحمة بشكل فظٍّ تمامًا ولا تفيد القصة من أي وجه أدبي.. ضغطت على أعصابي بشدة لاستكمالها
2 - سارق الكحل: قصة قصيرة يتحدث فيها الكاتب عن الحزن وكيف يصبح جزءا من الحياة.. مثله مثل الفرح.. الحياة عبارة عن أفراح وأتراح.. وعاجلا أو آجلا الحزن يموت كما يموت الفرح أيضا
3 - امرأة مسكينة: قصة عن القدر.. كيف تتحول حياة الإنسان من حالة إلى أخرى دون حسبان.. هل الظروف هي التي تؤثر علي أفعال الإنسان ؟ أم الإنسان فقط ينتظر الفرصة لتظهر حقيقته ؟
4 - الفراش الشاغر: الأفكار السابقة نفسها في القصة السابقة 
في المجمل قصص غير جذابة غير مشوقة ..
الكتاب رائع، وحقى كاتب مميز ينقلك بوصفه الدقيق لمشاعر ومكان وزمان قصته، قرأته من سنتان تقريباً، واجهتنى بعض الصعوبات في فهم اسلوب حقى الصعب نسبياً مقارنه بسنى وقتهاً، اعتقد ان على ان اعيد قرأته في اقرب فرصة، لكننى على ما اذكره اننى استمتعت للغاية بتلك القصص الاربعة
كتاب بجد رائع وممتع ... اكتر قصه عجبتنى هيا ا«: امراه مسكينه» قريبه جدا الشخصية ديه من ستات مصريه كتير اوى وكمان هيا اكترهم سلاسه ف الاسلوب 
.... لكن الفراش الشاغر كانت مزعجه بالنسبالى الوصف الدقيق اللى يحسسك انك ف قلب المكان كان صعب جدا ولكن ف النهاية انا شايفها عبقريه ف الكتابة لانه نقلك بالتفاصيل لقلب الحدث
اربع روايات في مجملها تتناول موضوعات اجتماعية، بالرغم من حسن اختيار الكاتب لموضوع الرواية إلا أن أسلوب الكاتب لم يعجبني كثيرا، فأسلوب السرد المتتالى دون إدراك للكثير من نفس الشخصية وأسلوب تفكيرها فيما يخصها وما يحيط بها قد قلل كثيرا من تأثير الروايات والتفاعل معها 